# Maserati MC12
Maserati MC12 — двухместный суперкар, созданный Maserati для состязаний в FIA GT. Автомобиль вышел в производство в 2004 году (было выпущено 30 автомобилей, 5 из которых не для продажи). Ещё 25 автомобилей было выпущено в 2005 году, что суммарно дало 50 автомобилей для продажи.
Автомобиль был спроектирован и собран на базе Ferrari Enzo. MC12 получился длиннее, шире, выше, с более острым носом и более гладкими линиями, чем Ferrari Enzo.
MC12 был разработан Maserati, чтобы ознаменовать возвращение компании к соревнованиям спустя 37 лет.

## Maserati MC12 Corsa
Гоночная версия выпускалась лимитированной серией. Автомобиль выпускался с середины 2006 года. Всего было произведено 15 экземпляров, 12 из которых были проданы клиентам.
MC12 Corsa была разработана непосредственно из гоночной модели Maserati MC12 GT1, которая в 2005 году выиграла Кубок Автопроизводителей FIA GT в классе GT1. Corsa задумана как приватный коллекционный автомобиль, который не имеет допуска для шоссейных дорог. Для шоссейно-дорожной регистрации требуется существенная доработка. Цена автомобиля составляла 1 160 000 евро.
Колесные диски - шины :
- передние : 10x19 - 265/35 R 19 (Michelin)
- задние : 13x20 - 335/30 R 20 (Michelin)

## Галерея
- Maserati MC12